# Риза Лушта (стадион)
«Риза Лушта» (алб. Stadiumi Riza Lushta) — футбольный стадион, расположенный в албанской (южной) части города Косовска-Митровица. Домашний стадион команды «Трепча’89», выступающей в Суперлиге Косова. Один из двух главных стадионов в городе, наряду с Олимпийским стадионом Адема Яшари, на котором проводятся соревнования международного уровня.

## История
«Риза Лушта» был построен в 1938 году, став вторым стадионом в городе. Находится в ведении муниципалитета Митровицы. Назван в честь известного футболиста Ризы Лушты, выступавшего в 1930—1950-е годы за сборную Албании и ряд клубов Албании, Италии и Франции, включая такие известные команды, как «Ювентус» и «Наполи». С конца 1980-х годов является домашним стадионом для команды «Трепча’89». Ранее вместимость стадиона составляла 12 тыс. зрителей. В настоящий момент вмещает пять тысяч зрителей.
Во второй половине 2010-х годов на стадионе «Риза Лушта» произошёл ряд чрезвычайных происшествий. Ранним утром 3 января 2015 года на Западной трибуне и в раздевалках команд возник сильный пожар. Министерство культуры, молодёжи и спорта Косова вложило в ремонт 100 тыс. евро, однако ещё до официального открытия вечером 21 ноября того же года половина крыши Западной трибуны обрушилась за внешний периметр стадиона. Это случилось вследствие некачественного ремонта после пожара.
К концу января 2016 года ремонт был завершён, а на трибунах были установлены сиденья цветов клуба «Трепча’89» — зелёного и белого.
31 мая 2017 года на стадионе «Риза Лушта» состоялся первый финал в истории Кубка Косова (розыгрыша 2016/17) после вступления Футбольной федерации Косова в УЕФА и ФИФА. «Лапи» и «Беса» сыграли 1:1, а в серии пенальти сильнее оказались игроки клуба «Беса» (4:2).
16 сентября 2019 года на офис клуба «Трепча’89», расположенный на стадионе «Риза Лушта», напала группа неизвестных лиц. Клуб в своём заявлении призвал усилить охрану объекта и высказал подозрение, что виновные в нападении — это молодые наркоманы, которых часто замечали в окрестностях.